# Cupido pizzica cuori
Cupido pizzica cuori (ビット・ザ・キューピッド?, Bit the Cupid) è un anime televisivo seriale realizzato da B Factory e Group TAC con la collaborazione della Satelight, alla sua prima produzione, e prodotto da Susumu Matsushita Corporation, B2 Production e Saban Entertainment. È la prima serie animata giapponese creata utilizzando prevalentemente immagini generate al computer.
In Italia, la serie è stata trasmessa dal 20 giugno 1999 su Italia 1, ma è stata interrotta dopo pochi episodi a causa degli scarsi ascolti, per poi essere replicata su Fox Kids. Anche negli Stati Uniti l'anime ha avuto un basso indice di ascolto.

## Trama
La storia combina miti greci con avventure contemporanee. Il protagonista è un bambino alato, che vuole diventare un cupido. Tenta quindi di superare le prove che gli dei gli sottopongono e si diverte a fare innamorare le persone.

## Personaggi
- Cupido (Bit)
- Apollo
- Giove
- Mamù
- Grenda
- Giada

## Sigle
Sigla finale giapponese
Blueberry Passion è interpretata da Pinky Pinky.
Sigla iniziale e finale italiana
Cupido pizzicacuori, testo di Alessandra Valeri Manera, musica di Silvio Amato, è interpretata da Cristina D'Avena.

## Episodi
| Nº | Giapponese 「Kanji」 - Rōmaji                             | In onda           | In onda |
| Nº | Giapponese 「Kanji」 - Rōmaji                             | Giapponese        |         |
| 1  | 「ビット誕生!」 - bitto tanjoo!                           | 20 aprile 1995    |         |
| 2  | 「パンドラより愛をこめて」 - pandora yori ai o kome te    | 27 aprile 1995    |         |
| 3  | 「バッカスの嬉しい贈り物」 - bakkasu no ureshii okurimono | 4 maggio 1995     |         |
| 4  | 「翔べ!イカロス」 - tobe! ika rosu                        | 11 maggio 1995    |         |
| 5  | 「あぶない熟年ゼウス」 - abunai jukunen zeusu             | 18 maggio 1995    |         |
| 6  | 「愛しきビーナス人形」 - itoshiki biinasu ningyoo         | 25 maggio 1995    |         |
| 7  | 「アンドロメダ騒動記」 - andoromeda soodoo ki             | 1º giugno 1995    |         |
| 8  | 「クモ女!アラクネ」 - kumo onna! arakune                  | 8 giugno 1995     |         |
| 9  | 「軍神マルスの大戦争」 - gunshin marusu no dai sensoo     | 15 giugno 1995    |         |
| 10 | 「ナルシスが好き!」 - narushisu ga suki!                  | 22 giugno 1995    |         |
| 11 | 「アルテミスの秘密」 - arutemisu no himitsu               | 29 giugno 1995    |         |
| 12 | 「パパはアポロン?」 - papa wa aporon?                     | 6 luglio 1995     |         |
| 13 | 「パエトーン!炎の戦車」 - paetoon! en no sensha           | 13 luglio 1995    |         |
| 14 | 「ヘルメスのサンダル」 - heru mesu no sandaru             | 20 luglio 1995    |         |
| 15 | 「決定!世界一速い天使」 - kettei! sekaiichi hayai tenshi  | 3 agosto 1995     |         |
| 16 | 「青銅の巨人タロス」 - seidoo no kyojin tarosu            | 10 agosto 1995    |         |
| 17 | 「戦争ロボットの憂欝」 - sensoo robotto no u utsu         | 17 agosto 1995    |         |
| 18 | 「聞こえた!心の交響曲」 - kikoe ta! shin no kookyoo kyoku | 24 agosto 1995    |         |
| 19 | 「立ち上がれ!タロス」 - tachiagare! tarosu                | 31 agosto 1995    |         |
| 20 | 「知恵ある男シシュポス」 - chie aru otoko shishuposu      | 7 settembre 1995  |         |
| 21 | 「騙された死神ハデス」 - damasa re ta shinigami hadesu    | 14 settembre 1995 |         |
| 22 | 「怪物メデューサの恐怖」 - kaibutsu mede??sa no kyoofu    | 21 settembre 1995 |         |
| 23 | 「巨人アトラスとの約束」 - kyojin atorasu to no yakusoku  | 28 settembre 1995 |         |
| 24 | 「ゴルゴン姉妹に御用心!」 - gorugon shimai ni go yoojin!  | 5 ottobre 1995    |         |
| 25 | 「戦慄!メデューサの首」 - senritsu! mede??sa no kubi      | 19 ottobre 1995   |         |
| 26 | 「ヒヤシンスはライバル」 - hiyashinsu wa raibaru          | 26 ottobre 1995   |         |
| 27 | 「黄金の殺人フリスビー」 - oogon no satsujin furisubii    | 2 novembre 1995   |         |
| 28 | 「可愛い人魚ガラティア」 - kawaii ningyo garatia          | 9 novembre 1995   |         |
| 29 | 「ポセイドンからの招待状」 - poseidon kara no shootai joo | 16 novembre 1995  |         |
| 30 | 「恐怖の海底遊園地!」 - kyoofu no kaitei yūen chi!        | 23 novembre 1995  |         |
| 31 | 「海は怖いな不思議だな」 - umi wa kowai na fushigi da na  | 30 novembre 1995  |         |
| 32 | 「牧神パーンはモテ男」 - bokushin paan wa mote otoko      | 7 dicembre 1995   |         |
| 33 | 「ヘラのラブラブ大騒動」 - hera no raburabu dai soodoo    | 14 dicembre 1995  |         |
| 34 | 「鳥の国からきたオリー」 - tori no kuni kara ki ta orii   | 30 dicembre 1995  |         |
| 35 | 「空飛ぶ戦艦を狙え!」 - sora tobu senkan o nerae!         | 30 dicembre 1995  |         |
| 36 | 「鳥の王国オルニポリス」 - tori no ookoku oruniporisu     | 4 gennaio 1996    |         |
| 37 | 「国王テレウスの正体」 - kokuoo tereusu no shootai        | 11 gennaio 1996   |         |
| 38 | 「ドキドキお化け屋敷」 - dokidoki obake yashiki           | 18 gennaio 1996   |         |
| 39 | 「お化けビットの逆襲」 - obake bitto no gyakushū          | 25 gennaio 1996   |         |
| 40 | 「ビッシリ地獄の恐怖!?」 - bisshiri jigoku no kyoofu!?    | 1º febbraio 1996  |         |
| 41 | 「嫌われ者よ永遠なれ!」 - kirawa re sha yo eien nare!     | 8 febbraio 1996   |         |
| 42 | 「ハデスの想い出裁判」 - hadesu no omoide saiban          | 15 febbraio 1996  |         |
| 43 | 「ゼウス・千年目の運命」 - zeusu. sen nen me no unmei     | 22 febbraio 1996  |         |
| 44 | 「危ウシのバーベキュー」 - 危[?] ushi no baabekyū         | 29 febbraio 1996  |         |
| 45 | 「狙われた虹の女神」 - nerawa re ta niji no megami        | 7 marzo 1996      |         |
| 46 | 「勇気だ希望だレインボー」 - yūki da kiboo da reinboo     | 14 marzo 1996     |         |
| 47 | 「バイバイ・オリンポス」 - baibai.orinposu                | 21 marzo 1996     |         |
| 48 | 「ビットの誕生日!」 - bitto no tanjoo bi!                 | 28 marzo 1996     |         |

## Doppiaggio
| Personaggio  | Doppiatore originale | Doppiatore italiano |
| ------------ | -------------------- | ------------------- |
| Cupido (Bit) | Yuriko Fuchizaki     | Marcella Silvestri  |
| Apollo       |                      | Luca Sandri         |
| Giove        |                      | Marco Balbi         |
| Mamù         |                      | Giovanni Battezzato |
| Grenda       |                      | Caterina Rochira    |
| Giada        |                      | Federica Valenti    |